# 小マルケッラ
クラウディア・マルケッラ (Claudia Marcella C.f. Minor) は、紀元前39年に生まれた共和政ローマ末期から帝政初期にかけての女性である。彼女は、初代ローマ皇帝アウグストゥスの姪にあたる。一般に「小マルケッラ (Marcella Minor)」と呼ばれ、同名の姉「大マルケッラ (Marcella Maior)」と区別される。

## 家族背景
クラウディア・マルケッラの父親は、アウグストゥスの姉小オクタウィアと結婚したマルクス・クラウディウス・マルケッルスである。ただし、クラウディア・マルケッラは小オクタウィアの子ではない。彼女の母親は不明だが、クラウディア・マルケッルスには小オクタウィアとの結婚以前に別の妻がいた可能性が指摘されている。

## 結婚
クラウディア・マルケッラは、少なくとも2度の結婚を経験した。最初の夫は、アウグストゥスの側近であったマルクス・ウィプサニウス・アグリッパである。しかし、アグリッパは後にアウグストゥスの娘ユリアと結婚するため、彼女とは離縁した。2度目の夫は、ファビウス氏族のルキウス・ファビウス・マクシムスである。彼との間には、ファビウス・パウッルスという息子が生まれたとされる。

## 歴史的役割と評価
クラウディア・マルケッラに関する情報は比較的少ない。彼女は政治的な役割を担うことはなく、当時の上流階級の女性と同様に、家族の繁栄と安定に貢献することが主な役割であったと考えられる。アウグストゥスの時代において、女性は家庭の美徳や多産の象徴とされ、帝国の安定を維持する上で重要な存在であった。クラウディア・マルケッラもまた、その一員として、ローマ社会において一定の地位を占めていたと言える。

## 晩年
クラウディア・マルケッラの正確な没年は不明である。しかし、彼女の人生は、ローマ帝政初期の社会、特にアウグストゥスの家族政策を理解する上で貴重な手がかりとなる。